# Louis-Joseph Papineau
Louis-Joseph Papineau (ur. 7 października 1786, zm. 25 września 1871) – prawnik, kanadyjski polityk, inicjator i przywódca Rebelii w Dolnej Kanadzie.
Louis-Joseph Papineau pochodził z frankofońskiej rodziny posiadającej tradycje polityczne. Jego ojciec był deputowanym do parlamentu prowincjonalnego. W 1814 Louis-Joseph uzyskał mandat do parlamentu z okręgu – Wschodni Montreal – wcześniej należący do jego ojca. W latach 1815–1823 sprawował funkcję marszałka parlamentu. Dał się poznać jako znakomity mówca. Wkrótce też wyrósł na lidera frankofońskiego ruchu nacjonalistycznego.
Jako lider liberalnej Partii Kanadyjskiej – Canadien Party, a potem Partii Patriotycznej – Patriot Party wygłosił 28 lutego 183] mowę, która przeszła do historii jako The Nine-two Resolution – która była listą 92 postulatów, które według liberałów winne być spełnione, by sytuacja w kolonii została uzdrowiona. Tak się jednak nie stało. Żądania zostały zignorowane. W dwa lata później sytuacja dojrzała do wybuchu w postaci zbrojnego powstania, którego liderem został Papineau. Zostało ono stłumione, a przeciw Papineau postawiono zarzuty zdrady stanu i nakaz aresztowania. Wyznaczono także nagrodę za jego ujęcie wysokości 4000 dolarów. Zbiegł on do USA, gdzie pozostał dwa lata, a następnie przeniósł się do Paryża, gdzie spędził kolejne cztery lata. Powrócił do Kanady gdy zaoferowano mu amnestię. W 1848 ponownie zdobył miejsce w parlamencie. Pozostał czynnym politykiem do 1854, po czym przeszedł na polityczną emeryturę.
W trakcie hiszpańskiej wojny domowej jego nazwiskiem nazwano jeden z batalionów, wchodzących w skład brygad międzynarodowych – batalion Mackenzie-Papineau.